# Scream 7
Scream 7 är en kommande amerikansk skräckfilm, med planerad premiär i USA den 27 februari 2026 av Paramount Pictures. Den är regisserad av Kevin Williamson, med manus av Guy Busick, från en berättelse skriven av honom och James Vanderbilt. Filmen är uppföljare till Scream VI från 2023, och kommer bli den sjunde filmen i Scream-serien. Man planerar även att göra en åttonde film efter sjuans premiär.

## Rollista
Källor: 
| Neve Campbell      | – Sidney Prescott          |
| Courteney Cox      | – Gale Weathers            |
| Mason Gooding      | – Chad Meeks-Martin        |
| Jasmin Savoy Brown | – Mindy Meeks-Martin       |
| Roger L. Jackson   | – Ghostface (röst)         |
| Isabel May         | – Sidneys dotter           |
| Joel McHale        | – Mark Evans, Sidneys make |
| David Arquette     | – Dewey Riley              |

Även Matthew Lillard och Scott Foley, som tidigare har spelat karaktärerna Stu Macher och Roman Bridger i Scream (1996) och Scream 3, samt Anna Camp, Mark Consuelos, Ethan Embry, Asa Germann, Mckenna Grace, Celeste O'Connor, Sam Rechner, Michelle Randolph och Jimmy Tatro, har blivit rollbesatta i filmen. Det är dock oklart hur Lillard och Foley ska komma tillbaka in i Scream-serien, då deras respektive karaktärer tidigare har blivit dödade i den första respektive den tredje filmen i serien.

## Produktion

### Utveckling
I augusti 2023 blev det klart att Christopher Landon skulle regissera filmen istället för Matt Bettinelli-Olpin och Tyler Gillett, som inte kunde fortsätta på grund av schemakrockar med filmen Abigail. Den 21 november 2023 rapporterades att Melissa Barrera hade fått sparken från den sjunde filmen på grund av sina kommentarer om kriget mellan Hamas och Israel. En dag senare rapporterade Deadline Hollywood att Jenna Ortega inte skulle återvända i rollen som Tara Carpenter på grund av schemakrockar med TV-serien Wednesday. I december 2023 meddelade Landon att han lämnat produktionen av Scream 7. I mitten av mars 2024 blev det klart att Kevin Williamson skulle regissera filmen, efter att tidigare ha varit manusförfattare och producent för flertalet Scream-filmer.

### Rollsättning
I mars 2024 meddelade Neve Campbell via ett inlägg på sitt Instagramkonto, att hon skulle återvända i rollen som Sidney Prescott. Campbells återkomst har fått stöd av många av hennes filmkollegor, bland andra David Arquette. I november blev Isabel May rollbesatt till att spela rollen som Sidneys dotter. I december anslöt sig även Celeste O'Connor, Asa Germann, Mckenna Grace, Sam Rechner och Anna Camp till rollistan. Även Mason Gooding och Courteney Cox skrev i december på för att upprepa sina roller från de tidigare Scream-filmerna. I januari 2025 tillkännagavs det att Roger L. Jackson skulle återvända som rösten till Ghostface och att Jasmin Savoy Brown skulle reprisera sin roll från de två föregående filmerna, med Joel McHale i rollen som Sidneys make, samt Mark Consuelos i en ännu okänd roll. Matthew Lillard och Scott Foley, som tidigare har spelat rollen som mördarna Stu Macher och Roman Bridger i Scream (1996) respektive Scream 3, blev i samband med detta rollbesatta till den sjunde filmen. Det var dock vid tillfället okänt om de återigen skulle spela samma gamla roller, eftersom deras respektive karaktärer hade blivit dödade mot slutet av den första och tredje filmen. I februari anslöt Ethan Embry till filmens rollista.
I mars blev det officiellt bekräftat att David Arquette skulle reprisera sin roll som Dewey Riley, trots att han dödades i den femte filmen Scream (2022). Sex dagar senare meddelades det att Michelle Randolph och Jimmy Tatro också medverkar i filmen.

### Inspelning
Filmen började spelas in den 7 januari 2025 i Atlanta under arbetsnamnet Scar Tissue, och inspelningen väntades pågå till den 12 mars samma år. Enligt Neve Campbell var den planerad att börja spelas in i september 2024, men blev försenad till december 2024 på grund av schemakrockar.

## Musik
Filmens partitur kommer att göras av Marco Beltrami, som återvänder från de första fyra omgångarna i Scream-serien.